# 堀孝之
堀 孝之（ほり たかゆき、1844年 - 1911年9月17日）は、江戸時代後期（幕末）から明治にかけてのオランダ語通訳（通詞・通事）。薩摩藩英国留学生に通訳として参加し渡欧した。別名、壮十郎、宗十郎、宗次郎。堀豊彦は孫。

## 人物・経歴
長崎出身。オランダ語通詞（蘭通詞）の堀達之助の次男として生まれる。
1865年（慶應元年）4月、薩摩藩英国留学生に通訳として参加し、新納久脩・五代友厚・寺島宗則とともにヨーロッパ各国を回り、1866年（慶応2年）3月に帰国。
1867年（慶應3年）、薩摩藩のパリ万博使節団に秘書として参加。ただし、堀は実際には香港まで同行したが、そこから帰国し実際にはパリには行っていないとされる。
五代友厚の長崎海軍伝習所時代から親交があったとされ、五代が実業界に転進してからは五代の事業を助け、五代の死後は遺族の世話をしていたといわれる。
1911年（明治44年）9月17日、脳溢血のため死去。